# Bus Gamer
Bus Gamer (ビズゲーマー, Bizu Gēmā) est un manga de Kazuya Minekura, paru au Japon en juillet 2001.

## Fiche technique
- Mangaka : Kazuya Minekura
- Date de parution : 15 juillet 2001
- Nombre de tomes : 2 tomes
- Édition japonaise : Enix puis Ichijinsha
- Éditeur US : Tokyopop (date de sortie de l'édition pilot : septembre 2006)
- Éditeur FR : Tonkam (Edition Pilot et tome 1)

L'édition pilot regroupe les premiers chapitres, plus les trois derniers qui n'étaient pas encore publiés.
Une adaptation en anime a vu le jour en 2008.

## Anime
L'anime est actuellement diffusé par Black Box en streaming légal et gratuit.

## Résumé
Toki, Saito et Nakajo sont trois adolescents (des bishonen) qui jouent à un jeu très dangereux, le « bus gamer » : ils doivent voler des disques contenant des informations, à un endroit donné (les consignes leur parviennent la veille) et ils font ça pour l'argent, chacun ayant des raisons personnelles…
Mais le jeu passe à une vitesse supérieure, puisque les équipes doivent s'affronter entre elles, et les membres de la « AAA team » sont menacés tous les jours…